# 큰재갈매기
큰재갈매기(학명: Larus schistisagus)는 도요목 갈매기과에 속하는 새이다. 한국에서는 흔한 겨울철새이다.

## 생김새
전체적으로 재갈매기와 비슷하지만 몸윗면이 진한 회흑색으로 재갈매기보다 색이 진하다. 부리가 재갈매기보다 약간 크며 다리는 진한 분홍색이다.

## 서식지
캄차카에서 우수리 일대 연안, 쿠릴열도, 사할린, 홋카이도 등에서 번식하고 중국 남부, 한국, 일본 등에서 겨울을 보낸다. 